# Kirjat Sjmona
Kirjat Sjmona (Hebreeuws: קריית שמונה) is een plaats in het noorden van Israël, dicht bij de Golan-hoogvlakte en de grens met Libanon. De stad had in 2023 ongeveer 22.000 inwoners.
De naam Kirjat Sjmona betekent stad van de acht. De stad is genoemd naar acht mannen die het nabijgelegen Tel Chai verdedigden en daarbij omkwamen in 1920. Aanvankelijk heette het Kirjat Joseph, naar Joseph Trumpeldor, verreweg de beroemdste van die acht.
De stad is in 1950 gesticht.
Op 11 mei 1948 is het Palestijnse dorp al-Khal(i)sa - dat hier eerst lag - door Yigal Allon en zijn eerste bataljon van de Palmach veroverd tijdens Operatie Yiftach. Alle bewoners werden verdreven en het dorp werd verwoest op de dorpsschool, de moskee (niet toegankelijk) en het kantoor van de Britse mandaathouder na. Op het terrein is een park aangelegd.
De stad geniet stadsrechten sinds 1974.
Doordat de plaats zo dicht bij de grens met Libanon ligt, werd het tientallen jaren regelmatig door Hezbollah bestookt met raketten vanuit dit buurland, waardoor het regelmatig in het nieuws kwam. Dit was voor Israël ook aanleiding om regelmatig bombardementen uit te voeren in Libanon.
Het museum van Kirjat Sjmona heeft bezienswaardigheden uit de omgeving van de stad, waaronder archeologische vondsten.
Op 11 april 1974 werden in Kirjat Sjmona 18 burgers door Palestijnse terroristen om het leven gebracht, onder wie negen kinderen.

## Sport
Hapoel Ironi Kiryat Shmona is de professionele voetbalclub van Kirjat Sjmona en speelt in het Ironi Stadion. De club werd in 2012 Israëlisch landskampioen.

## Zustersteden
- Nancy, Frankrijk (sinds 1984)

## Geboren in Kirjat Sjmona
- Yael Nezri, miss Israël
- Shlomi Oz, crimineel
- Dudi Sela, tennisser